# تسارینو
تسارینو (به لاتین: Tsarino) یک منطقهٔ مسکونی در بلغارستان است که در والچانکا واقع شده‌است.